# کامواولت
کامواولت (انگلیسی: Commvault) شرکت نرم‌افزار آمریکایی است، که در سال ۱۹۹۶ تأسیس شد.